# Берлински зид
Берлински зид саграђен је 1961. године, раздвајао је град Берлин подељен између две државе: капиталистичке Западне Немачке и социјалистичке Источне Немачке. Био је дугачак преко 155 km, а требало је да заустави одлазак радника и спречи бекство политичких неистомишљеника. Зид је срушен 1989. године и његови комадићи продају се као сувенири.
Идеју о изградњи зида донела је источнонемачка влада Валтера Улбрихта и одобрио совјетски вођа Никита Хрушчов. Зид је био дуга баријера између Западног Берлина (који је припадао Савезној Републици Немачкој) и Демократске Републике Немачке (која је често називана Источна Немачка), који је чврсто затворио границу између Источног и Западног Берлина у периоду од 28 година. Зид је саграђен са намером да се заустави одлив радника и економски биланс који је био повезан са дневном миграцијом великог броја професионалних и квалификованих радника између Источног и Западног Берлина, и бекства која су имала политичке и економске последице по Источни блок. Он је ефикасно смањио емиграцију са 2,5 милиона између 1949. и 1962. на 5.000 између 1962. и 1989. године.
Ипак, подизање зида је била пропагандна катастрофа за Источну Немачку и цео Источни блок. Он је постао кључни симбол онога што су западне силе сматрале комунистичком тиранијом, нарочито након убијања потенцијалних бегунаца. Политичка либерализација касних осамдесетих, повезана са падом Совјетског Савеза, је довела до слободнијих пограничних ограничења у Источној Немачкој, која је кулминирала масовним демонстрацијама и падом источнонемачке владе. Када је 9. новембра емитовано владино саопштење да ће прелазак бити допуштен, масе Источних Немаца се приближило и затим и прешло зид, а њима се приближио велики број Западних Немаца у слављеничкој атмосфери. Зид је касније уништила еуфорична маса у периоду након неколико недеља, а његов пад је био први корак ка уједињењу Немачке, које је званично завршено 3. октобра 1990. године.

## Позадина
Након Другог светског рата, Немачка је била подељена на четири окупационе зоне. Престоница Берлин, се налазио унутар совјетске окупационе зоне и био је седиште Савезничког контролног већа. Берлин је био подељен на четири окупационе зоне, а совјетски сектор је био највећи. Иако је намера била да окупационе силе заједнички управљају Немачком у границама из 1947, почетак хладноратовских напетости је довео до тога да се француска, британска и америчка зона уједине у Савезну Републику Немачку (и Западни Берлин) 1949, искључивши совјетску зону која је постала Немачка Демократска Република (и Источни Берлин) исте године.
Берлинска блокада 1948. године доводи до успостављања Берлинског ваздушног лифта, јединог начина комуникације и снабдевања Западног Берлина.
У почетку, грађанима Берлина је било дозвољено да се слободно крећу између сектора. Исто тако, како је Хладни рат напредовао, тако је слободан проток био све ограниченији. Граница између Источне и Западне Немачке је затворена 1952, али је једино у Берлину била отворена. Око два и по милиона Источних Немаца је прешло на Запад између 1949. и 1952. године.

### Разлике немачких држава
Од 1948, Западна Немачка се развила у капиталистичку државу са “социјалном тржишном економијом” и вишестраначким парламентарним системом. Продужен економски развој почевши од педесетих је одржавао 30-годишње “економско чудо”. Са друге стране унутрашње немачке границе, Источна Немачка је успоставила ауторитативну владу са совјетским стилом планиране економије. Док је Источна Немачка постала најбогатија и најнапреднија држава у Источном блоку, многи њени становници су желели на запад због политичких слобода и економског просперитета. Налет растућег броја Источних Немаца у некомунистичке државе преко Западног Берлина је довео до тога да Источна Немачка сагради Источнонемачки погранични систем (чији је Берлински зид био део) 1961. да би спречили даљи прелазак.

### Масовна емиграција
Од 1949. до 1961. године велики број професионалних и обучених радника је дневно прелазило између Источног и Западног Берлина, често због користи на Маршаловим планом обновљеном Западу. Једног дана је тако пребегла цела математичка катедра Лајпцишког универзитета. Даље, многи Западноберлинци су прелазили у Источни Берлин због куповине у њеним државним продавницама где су цене биле много ниже него у Западном Берлину. Овај проток радника и економска производња су претили економским колапсом Источној Немачкој. Ово се одразило на цео комунистички блок, а посебно на Совјетски Савез, пошто је његова влада потпомагала источнонемачку економију, и истовремено сада угрожена источнонемачка производња је морала да исплати све ратне одштете Пољској и Совјетском Савезу.

### Предложена баријера
Подстицај за грађење Берлинског зида је дошао од источнонемачког лидера Валтера Улбрихта, а план је одобрио совјетски лидер Никита Хрушчов уз додатне услове. Улбрихтов предлог за другу ваздушну блокаду је одбијен, а изградња баријере је дозвољена, која је предвиђена да се у почетку изгради од бодљикаве жице. Ако Запад угрози баријеру, Источни Немци би се повукли и не би први пуцали ни под каквим условима.

## Изградња зида
Изградња 45 километара баријере око три западна сектора је почела у недељу 13. августа 1961. у Источном Берлину. Тог јутра су зонске границе запечаћене источнонемачким војницима. Баријеру су изградили источнонемачки војници и радници, не укључујући директно Совјете. Баријера је изграђена на територији Источне Немачке да би се осигурало да не пређе у Западни Берлин на неком месту; ако би неко стајао на западноберлинској страни баријере (а касније и зида, он је заправо стајао на територији Источног Берлина. Неке улице уз које је пролазила баријера су расцепане чинећи их непролазним за већину возила и тако је ограда од бодљикаве жице подигнута, која је касније замењена правим зидом. Она је физички поделила град и комплетно окружила Западни Берлин. Током изградње зида, војници војске Источне Немачке и борбене групе радничке класе су стајале на граници, са наређењем да пуцају на сваког ко покуша да пребегне. Као додатак, цела дужина границе између Источне и Западне Немачке је затворена зидовима, минским пољима и другим препрекама.

### Тренутни ефекти
Многе породице су биле раздвојене. Многи становници Источног Берлина су били одсечени од својих послова и шанси за финансијско побољшање; Западни Берлин је постао изолована енклава на непријатељској територији. Становници Западног Берлина су протестовали на челу са њиховим градоначелником Вилијем Брантом, који је оштро критиковао САД због неодговарања. Западне обавештајне службе су претпостављале да ће зид спречити прилив избеглица, али је главни кандидат за његову локацију био око града.
Џон Ф. Кенеди је прихватио у свом говору 25. јула 1961. да су се САД могле само надати да ће одбранити становнике Западног Берлина и Западне Немачке; покушај супротстављања Источној Немачкој ће само резултовати срамотним поразом. Његова администрација је уручила дипломатски протест путем уобичајених канала, али без успеха, иако је то било нарушавање послератног Споразума четири сила, који је дао Уједињеном Краљевству, Француској и САД утицај на администрацију целог Берлина. Заиста, неколико месеци након што је баријера од бодљикаве жице подигнута, америчка влада је информисала совјетску владу да је прихватила зид као чињеницу међународног живота и да је неће силом изазивати.
Источнонемачка влада је тврдила да је зид био „антифашистичка заштитна баријера“, са намером да одврати агресију са запада. Ипак, ова тврдња је примљена са скептицизмом чак и у Источној Немачкој; његова изградња је изазвала значајне потешкоће за породице раздвојене зидом, а став Запада да је зид био средство спречавања грађана Источне Немачке да улазе у Западни Берлин је био широко прихваћен као истина.

### Секундарни одговор
У случају било какве совјетске озбиљније претње, енклава попут Западног Берлина се не би могла бранити осим нуклеарним оружјем. Зато је од виталне важности за Американце било да покажу Совјетима да више не изазивају срећу. Зато је генерал Луцијус Клеј, кога су дубоко поштовали Берлинци због командовања америчким напорима током Берлинског ваздушног лифта (1948—1949) и који је био познат по свом чврстом ставу према Совјетима, послат у Берлин као амбасадор у својству Кенедијевог специјалног саветника. Он и амерички потпредседник Линдон Џонсон су стигли на аеродром Темпелхоф послеподне 19. августа.
Они су стигли у град којег је бранило оно што ће ускоро бити познато као Берлинска бригада, која се састојала од Друге и Треће борбене групе Шесте пешадијске дивизије са четом Ф 40. оклопне. 16. августа, Кенеди је издао наређење да се оне појачају. Ујутро 19. августа, Прва борбена група 18. пешадијске дивизије је узбуњена.
У недељу ујутро 20. августа, главни елементи колоне од 491 возила који су носили 1.500 људи подељених у пет група је кренуло из тачке Хелмштед-Маријенборн. У Маријенборну, совјетском пункту поред Хелмштета на граници Западне и Источне Немачке, америчко особље је пребројала стража. Колона је била дуга 160 километара и прешла је 177 километара од Маријенборна до Берлина у пуној ратној опреми, док је ВоПос (источнонемачка погранична полиција) надгледала дуж целог пута. Чело колоне је стигло у предграђе Берлина пре поноћи, да би се срело са Клејом и Џонсоном, пре него што је парадирала улицама Берлина. 21. августа, Џонсон је оставио значајно ојачан Западни Берлин у руке генерала Фредерика Хартела, која је сада имала укупно 4224 војника. Свака три месеца у наредне три и по године, нови амерички батаљон је смењиван у Западном Берлину да би се показала савезничка одлучност.
Подизање зида је довело до важних последица за обе Немачке. Ипак, подизање зида је била пропагандна катастрофа за Источну Немачку и цео Источни блок. Он је постао кључни симбол онога што су западне силе сматрале комунистичком тиранијом, нарочито након убијања потенцијалних бегунаца (који су се касније третирали као дела убиства у уједињеној Немачкој). 1987, Роналд Реган је одржао познати говор на Бранденбуршкој капији, у коме је изазвао Михаила Горбачова да „обори овај зид“. У Западној Немачкој, страх да западне силе нису урадиле ништа да би се спречило подизање зида је директно довело до Остполитик (Источна политика) или приближавања Истоку, у циљу стабилизовања односа две Немачке.

## Зид током година
Зид је био дугачак преко 155 километара. Јуна 1962. су почели радови на другој паралелној огради 91 метар даље у унутрашњост, док су куће између ограда срушене, а њени становници пресељени. Ничија земља је створена између две баријере, која је постала позната под именом „стаза смрти“. Она је била посута песком, чинећи тиме лакшим уочавање отисака стопала који су оставили бегунци; није пружала заклон, била је минирана и најважније је да је пружала брисан простор отварању ватре са осматрачких торњева.
Током година, зид је прошао кроз четири одвојене фазе:
1. Првобитна жичана ограда (1961)
2. Побољшана жичана ограда (1962–1965)
3. Бетонски зид (1965–1975)
4. Погранични зид 75 (Grenzmauer 75 (1975–1989)

Четврта генерација зида, знана званично као Потпорни зид елемент УЛ 12.11 (Stützwandelement UL 12.11), је била последња и најнапреднија верзија зида. Започета 1975. и завршена око 1980, била је изграђена од 45.000 ојачаних бетонских делова, где је сваки био 3,6 m висок и 1,2 m широк, а укупно је коштала 16.155.000 источнонемачких марака. Врх зида је био ишпартан глатким цевима, са намером да се отежа бегунцима да га прескоче. Зид је био ојачан жичаном оградом, сигналном оградом, рововима, бодљикавом жицом, преко 116 кула и 20 бункера. Ова верзија зида се најчешће виђа на фотографијама, а преостали делови зида у Берлину и другде широм света су делови четврте генерације зида.

## Како је зид функционисао?
Коришћено је осам граничних прелаза између Источног и Западног Берлина, који су дозвољавали посете Западних Немаца, западних држављана или савезничког особља у Источни Берлин, као и посете источнонемачких грађана у Западни Берлин, под условом да су носили специјалне дозволе. Ти прелази су били ограничени према томе којој је националности било дозвољено да га користи (Источни Немци, Западни Немци, Западни Берлинци, друге националности). Најпознатији је био Тачка Чарли, који је био забрањен за савезничко особље и не-немачке становнике.
Постојало је још неколико граничних прелаза између Западног Берлина и осталог дела Источне Немачке. Они су могли бити коришћени за пролаз између Западне Немачке и Западног Берлина, за посете становника Западног Берлина Источној Немачкој, за пролаз у суседе Источне Немачке Пољску, Чехословачку, Данску и за посете грађана Источне Немачке који су имали дозволу у Западни Берлин. Након споразума из 1972. нови прелази су отворени да би се дозволио транспорт отпада из Западног Берлина на источнонемачке депоније, као и неки прелази за прелазак у Западни Берлин.
Током дужег периода историје зида, савезничко војно особље, званичници и дипломате су могли да прођу у Источни Берлин без провере пасоша; такође су совјетске патроле могле да уђу у Западни Берлин. Ово је била потреба послератовског Споразума четири силе. Становници Западног Берлина су у почетку били подвргнути врло строгим ограничењима; сви прелази су били затворени за њих између 26. августа 1961. и 17. децембра 1963, а тек од септембра 1971. путна ограничења су олакшана након Споразума четири силе о питањима транспорта. Пролази у и из Западног Берлина су ограничени да два прелаза дуж зида, иако су сви осим два били резервисани за Немце.
Западни Немци су користили четири ауто-пута који су повезивали Западни Берлин са Западном Немачком. Најпознатији је био ауто-пут Берлин-Хелмштед, који је улазио на територију Источне Немачке код места Хелмштед (Тачка Алфа) и спајао са код Берлина у Дрилиндену (Тачка Браво) у југоисточном Берлину. Приступ Западном Берлину је такође био могућ железницом (четири пруге) и чамцем користећи канале и реке.
Странци су често и без проблема прелазили зид, а становници Источне Немачке су лепо дочекивали њихов новац. Наравно, и они су били предмет детаљних провера и на уласку и на изласку. Када су излазили, полиција је обично постављала огледало испод сваког возила да би тражила особе које су се сакривале испод аутомобила. Источним Немцима је повремено давана дозвола за прелазак, посебно ако су били превише стари да би радили. На границе код Потсдама, заробљени пилот У-2 авиона обореног изнад Совјетског Савеза Гери Пауерс је замењен за совјетског шпијуна Рудолфа Абела.
Једно место где су западњаци могли да прелазе границу је била станица Фридрихштрасе у Источном Берлину. Када је зид подизан, берлинска сложена транспортна мрежа је подељена њиме. Неке линије метроа су биле подељене на пола, а многе станице су затворене. Три западне линије су пролазиле кроз кратки део источнонемачке територије, пролазећи кроз источне станице (Станице духова) без заустављања. И западна и источна мрежа су се стицале код улице Фридрихштрасе, који је постао најважнији прелаз за оне (углавном са Запада) са дозволом за прелазак.

### Покушаји бекства
Током постојања зида је било око 5.000 успешних бекства у Западни Берлин. Различити извештаји тврде да је убијено или 192 или 239 људи који су покушали да пређу, а много више њих је рањено.
Рани успешни пребези су укључивали људе који су прескакали првобитну бодљикаву жицу или искакали из прозора станова дуж зида, али се ово окончало када је зид побољшан. Каснији успешни преласци су укључивали дуге тунеле, клизање низ жице у ваздуху, летење једрилицама и једног човека који је прошао врло ниским спортским колима испод барикаде у Тачки Чарли.
Још један ваздушни пребег је био онај Томаса Кругера који је слетео лаким авионом Злин З-42М источнонемачке организације за обуку младих војника на аеродром РАФ у Гатоуу. Његов авион, који је имао регистарску ознаку DDR-WOH, је растављен и враћен у Источну Немачку.
Најпознатији неуспешни пребег је био онај Петера Фехтера, који је погођен и остављен да крвари до смрти наочиглед западних медија 17. августа 1962. године. Последња особа која је убијена док је покушавала да пређе границу је био Крис Гуефрој 6. фебруара 1989. године.

## Рушење
Мађарска је 23. августа 1989. године уклонила погранична ограничења са Аустријом и у септембру је више од 13.000 Источних Немаца побегло кроз Мађарску. Масовне демонстрације против владе у Источној Немачкој су почеле у јесен 1989. године. Дугогодишњи вођа Источне Немачке, Ерих Хонекер, је поднео оставку 18. октобра 1989. и заменио га је Егон Кренц неколико дана касније. Хонекер је прорекао јануара 1989. да ће зид стојати „још сто година“.
Нова Кренцова влада је одлучила да дозволи грађанима Источног Берлина да траже визе да би путовали у Западну Немачку. Гинтер Шабовски, министар пропаганде Демократске Републике Немачке, је имао задатак да објави то; ипак, он је био на одмору пре него што је донета ова одлука и није био у потпуности обавештен о њој. Кратко пре новинарске конференције 9. новембра, баратао је нотом која је казивала да ће грађанима Источног Берлина бити дозвољено да прелазе границу са прописном дозволом, али није дао никакве додатне информације. Правила су завршена неколико сати пре конференције и требало је да постану важећа следећег дана, тиме дајући времена да се прво информишу стражари на граници; ипак нико о томе није обавестио Шабовског. Он је гласно прочитао ноту на крају конференције; када је упитан када ће правила ступити на снагу, он је претпоставио да ће то бити истог дана на основу текста ноте и одговорио је: „Колико ја знам, тренутно ступају, управо сада“.
Десетина хиљада становника Источног Берлина је чуло изјаву Шабовског и похрлило ка зиду тражећи улаз у Западни Берлин. Изненађени и надјачани граничари су обавили много грозничавих телефонских позива са својим претпостављенима, али је постало јасно да не постоји начин да задрже велику масу грађана Источне Немачке без употребе војске и смртоносне силе, а значајно малобројнији стражари су били опремљени само за редовне стражарске дужности. Стражари и влада Источне Немачке нису желели да користе силу, па је у сусрет маси стража на крају попустила, отворивши пролазе и дозволила људима кроз њих са мало или без провере идентитета. Усхићене Источне Берлинце су ускоро поздравили Западни Берлинци са друге стране у слављеничкој атмосфери. Зато се 9. новембар сматра даном пада зида. У данима и недељама које су следиле, људи су долазили до зида са маљевима да покупе сувенире, уништивши дугачке делове зида у том процесу.
Влада Демократске Републике Немачке је објавила отварање десет нових пограничних прелаза следеће недеље, укључујући и неке симболичне локације (Потсдамер Плац, Глиникер Брик, Бернауерштрсе). Маса са обе стране зида је сатима чекала, наздрављајући булдожерима који су одвајали делове зида да би направили нове (старе) путеве. Слике и телевизијски снимци ових догађаја их понекад погрешно називају „демонтажа зида“ иако је то било само изградња нових прелаза. Нови погранични прелази су се настављали отварати до лета 1990, укључујући и онај најпознатији на Бранденбуршкој капији 22. децембра 1989. године.
Западним Немцима је дозвољено путовање са визом почевши од 23. децембра 1989. године. До тада су могли посећивати Источну Немачку само под рестриктивним условима, који су укључивали тражење визе неколико дана или недеља раније, обавезну размену најмање 25 немачких марки по дану планираног останка, а који су сви ограничавали спонтане посете. Тако су у недељама између 9. новембра и 23. децембра, Источни Немци могли да слободније путују од западних комшија.
Технички, зид је остао чуван неко време након 9. новембра, иако са смањеним интензитетом. Првих месеци, војска Источне Немачке је чак покушала да поправи нека оштећења која су начинили ловци на сувенире. Постепено су ти покушаји престали, а стража је постајала све лабавија, толеришући повећана разарања и недозвољене прелазе кроз рупе у зиду. Званичну демонтажу зида је 13. јуна 1990. године почела војска Источне Немачке у Бернауерштрасе. На дан 1. јула, када је Источна Немачка усвојила западнонемачку валуту, све пограничне контроле су престале, иако је граница постала безначајна неко време пре тога. Демонтажа је трајала до новембра 1991. године. Само је неколико кратких делова и стражарских кула остављено да стоји као успомена.
Пад зида је био први корак ка уједињењу Немачке, које је званично окончано 3. октобра 1990. године.

### Славље
Леонард Бернштајн је 25. децембра 1989. године, одржао концерт у Берлину славећи крај зида, укључујући и Бетовенову 9. симфонију (Оду радости), са хорским делом у којем је реч „радост“ (Freude) замењена речју „слобода“ (Freiheit). Роџер Вотерс је одржао концерт на Потсдамер Плацу 21. јула 1990, са специјалним гостима међу којима су били Скорпионс, Брајан Адамс и Ван Морисон. Дејвид Хаселхоф је извео своју песму Looking for Freedom, која је била врло популарна у Немачкој у то време, стојећи на Берлинском зиду.
Неки мисле да би 9. новембар био прикладан немачки национални празник, пошто обележава емоционалну источнонемачке мирне револуције и датум проглашења прве немачке републике, Вајмарске републике 1918. године. Ипак, 9. новембар је такође годишњица злогласне Кристалне ноћи 1938. године, и зато је изабран 3. октобар. Део ове одлуке је било то што је источнонемачка влада желела да се оконча уједињење пре него што би Источна Немачка могла да обележи 41. годишњицу свог оснивања 7. октобра 1990. године.

### Последице
Пад зида је значајно изменио саобраћај у граду. Експериментални систем магнетне лебдеће железнице дугачке око 1,6 km је био уништен након свог отварања јула 1991. пошто је користио део путање подземне линије коју је претходно поделио зид.

## Наследство
Мало је остало од зида у Берлину, који је уништен скоро свуда, осим на три локације: дела од 80 метара поред Потсдамер Плаца, дужег дела уз реку Шпреју поред Обербаумбрика названог Галерија источне стране и трећег дела северно од Бернауерштрасе, који је претворен у споменик 1999. Чак и делови који су остали да стоје не приказују више тачно оригинални изглед зида; они су тешко оштећени (пошто је много људи желело да покупи делове оригиналног Берлинског зида), а данашњи графити преовлађују источном страном зида, који очигледно нису постојали док је зид чувала војска Источне Немачке. Претходно, графити су били искључиво на западној страни. Делови зида са потврдом о аутентичности или без ње продају се на интернет аукцијским сервисима, као и у немачким продавницама сувенира и могу се наћи широм света. Чак су људи у САД и Кини желели део овог временског периода.

### Музеј
Петнаест година након пада Берлинског зида, приватан музеј је поново саградио 200 метара дела близу Тачке Чарли, иако не на месту оригиналног зида. Такође је постављено преко 1.000 крстова у успомену онима који су погинули покушавајући да пребегну на запад. Овај споменик је постављен октобра 2004, а уклоњен јула 2005.

### Културне разлике
Чак и сада, више година после уједињења, постоје приче у Немачкој о настављеним културним разликама између Источних и Западних Немаца, које се често описују као „Зид у глави“ (Mauer im Kopf). Анкета из септембра 2004. је показала да је 25% Западних Немаца и 12% Источних Немаца желело да се Источна и Западна Немачка опет поделе Берлинским зидом. Многе немачке јавне личности су означиле ове бројке „алармантним“.